# 耳栓

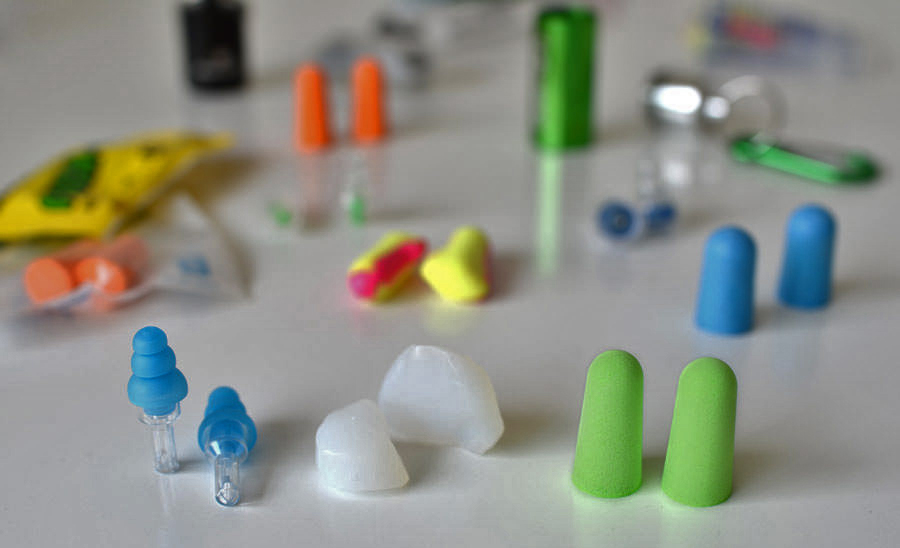
いろいろな耳栓

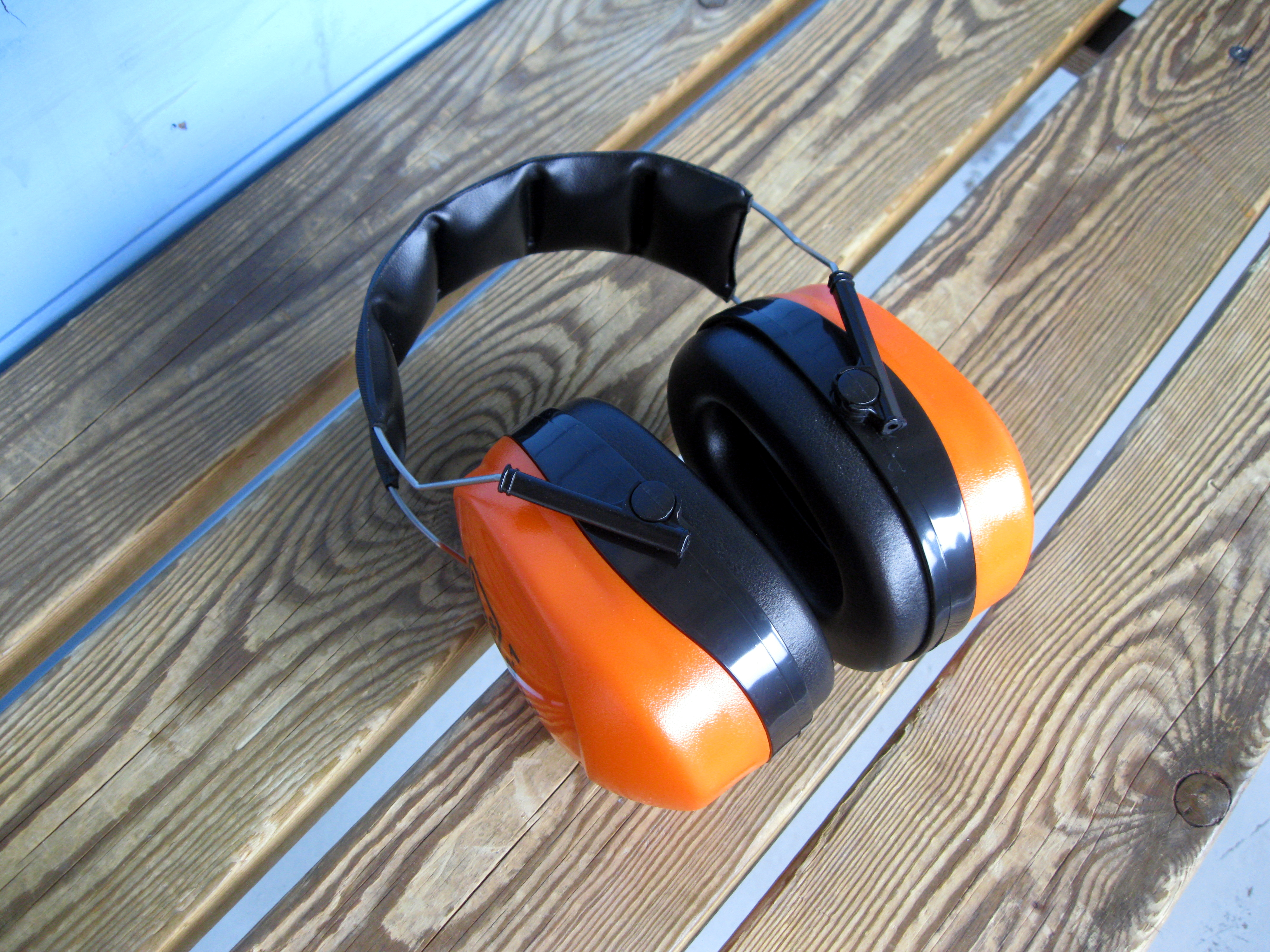
オレンジ色のイヤーマフ

耳栓（みみせん、en:Earplugs）とは耳の穴を塞ぐ道具。このことで音を遮断する目的の道具、または器具を指す。また、水を耳に入れないための道具もある。
頭からかぶり耳全体を覆うタイプのものはイヤーマフ(en: Earmuffs)と呼ばれる。

## 概要

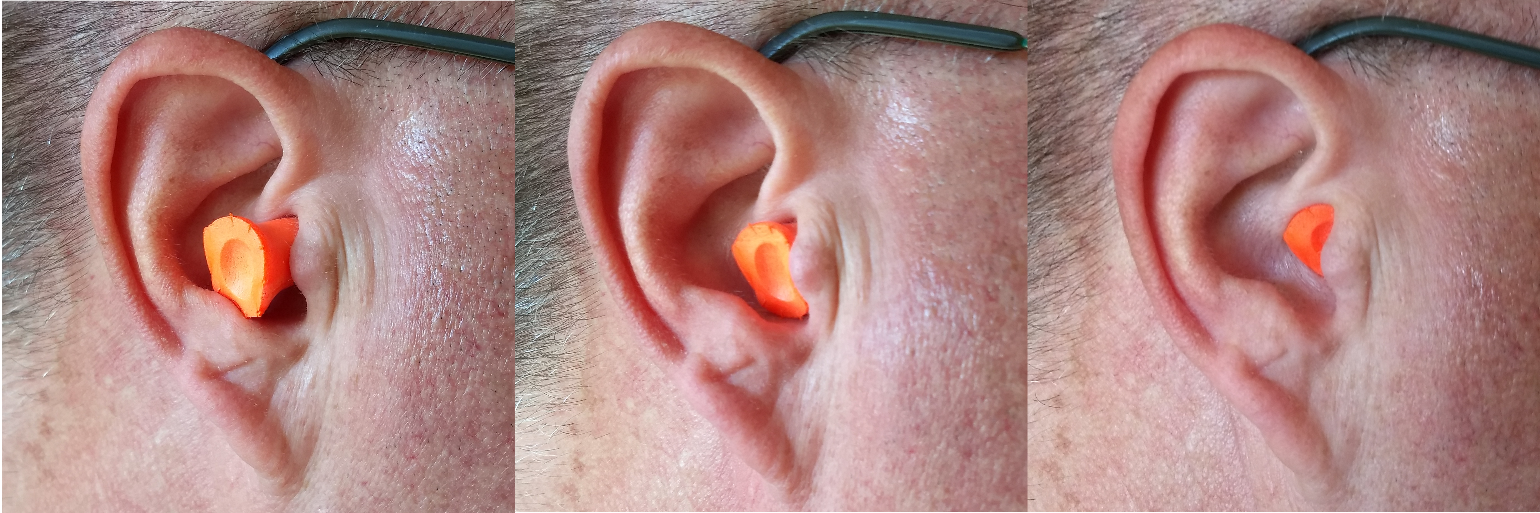
スポンジ製のプラグ型耳栓の装着例。一番右の写真のようにしっかり奥まで差し込まなければ規定の効果を得られない

使用用途は主に音の遮断である。人間の耳は大音量にさらされると耳の機能自体に影響を与えて難聴になってしまう（主に騒音性難聴）。また、平衡障害、精神不安定、思考力・記憶力の低下といった症状を生じることもある。
各国の保健機関により、一日に曝露しても問題ないとされる騒音の許容上限などが設定されており、その範疇に収めるためにこうした防音具が装着される。
一般に大音量の騒音が発生するような場所での作業に用いられるが、睡眠時や勉強に集中したいときなどに使用することもある。また、飛行機搭乗時などの気圧変化による耳の痛みを軽減するための耳栓や、アーティスティックスイミングなどの競技用で水中で水を耳に入れないための耳栓もある。

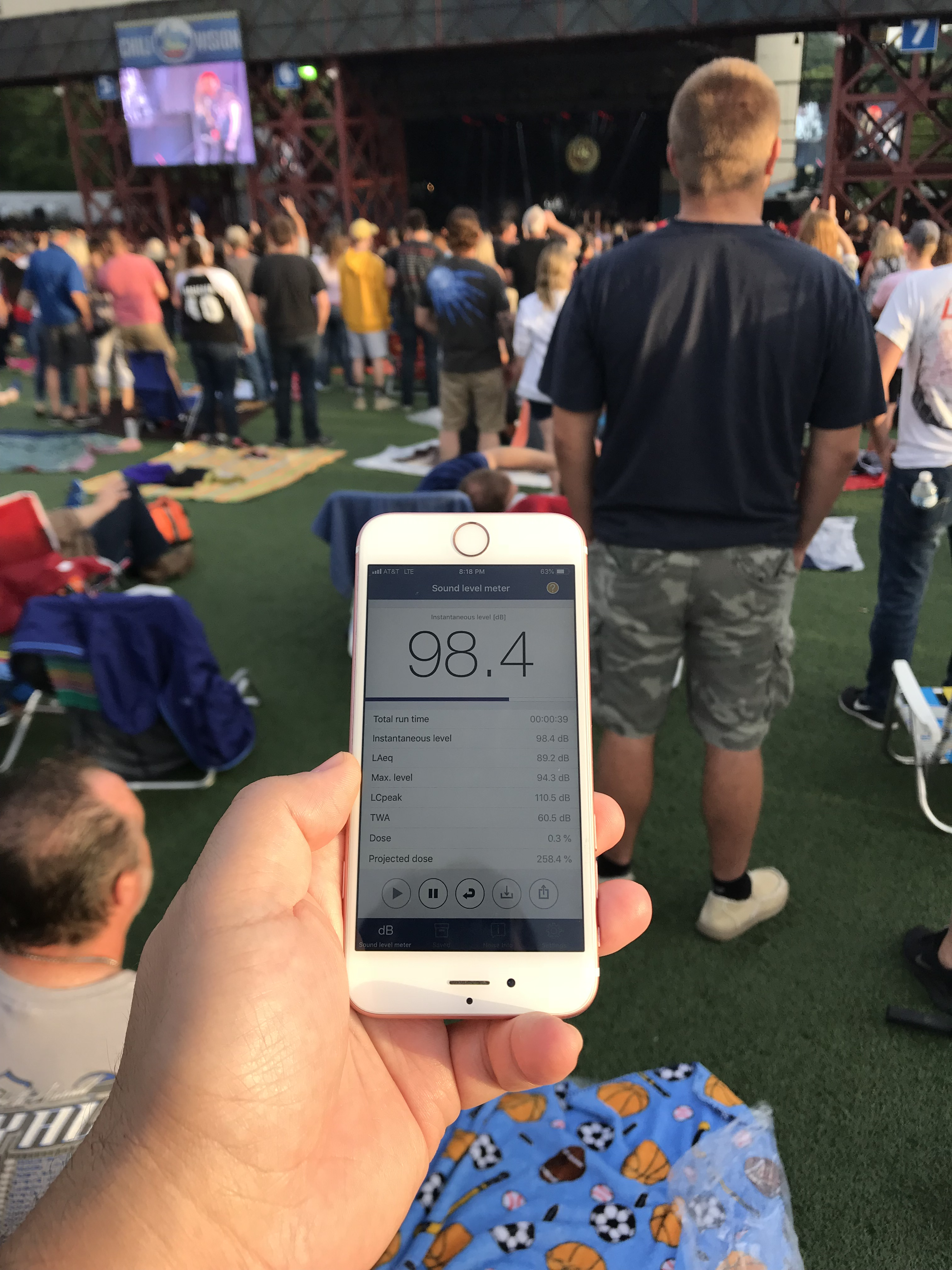
スマートフォンの騒音計測アプリ

その他、騒音問題の対策としても利用される。
| ノイズのレベル（dB） | 1日の最大曝露時間 |
| -------------------- | ----------------- |
| 85                   | 8時間             |
| 91                   | 2時間             |
| 97                   | 30分              |
| 103                  | 7分               |

## 防音保護具
防音保護具としては防音耳栓と防音耳覆いの2種類がある（便宜上、防音耳覆いについてもここで解説する）。
着用時は聴覚を著しく制限されてしまうため、稼働機械や接近してくるものに気付かず思わぬ事故に繋がる危険性がある。そのため周辺確認を怠らない事はもちろん着用者同士での安全確認を行うことが望ましい。

### 防音耳栓

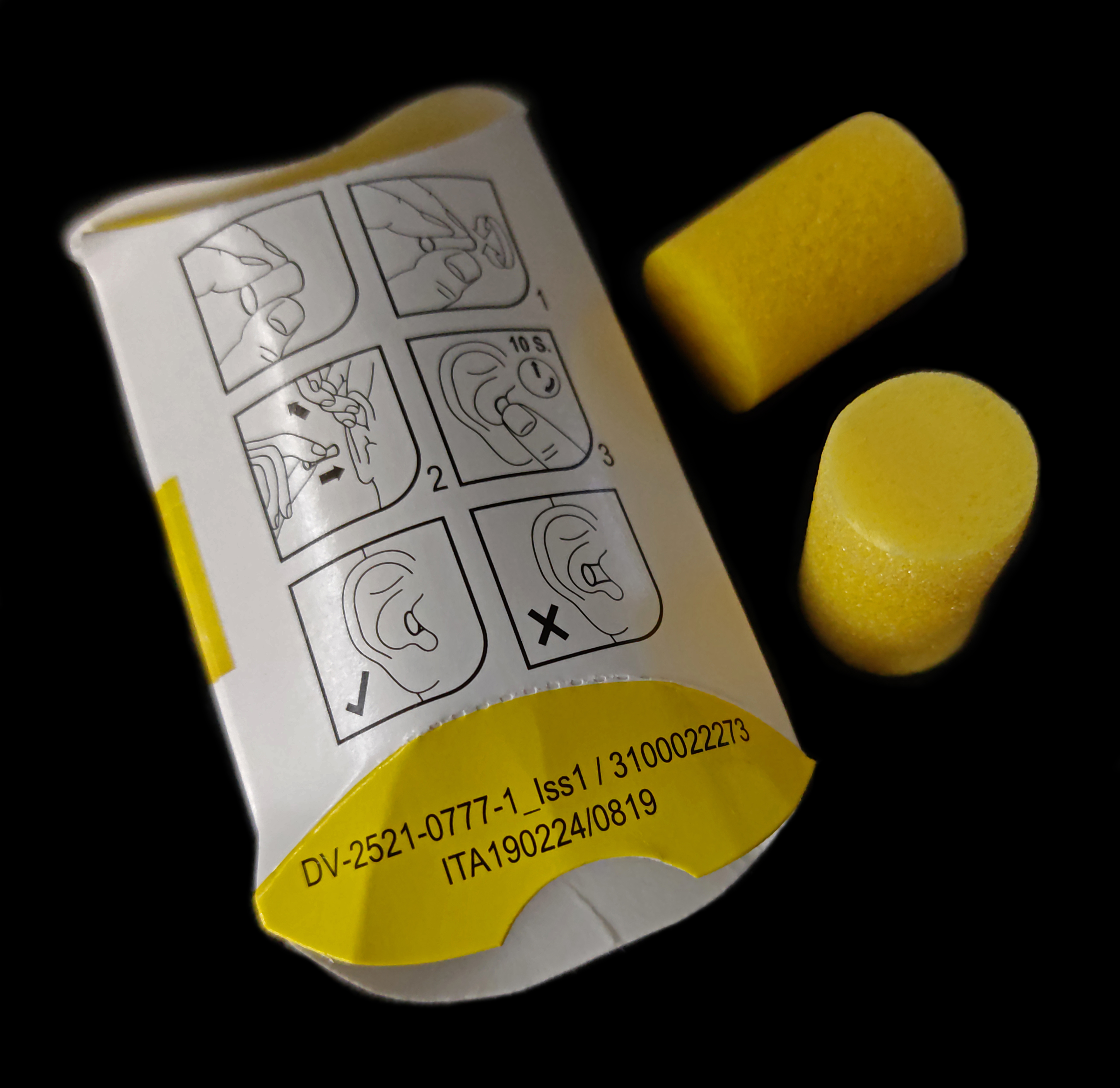
一般的なスポンジ耳栓(3M)

防音耳栓は外耳道に挿入することによって外耳道を塞ぎ音の侵入を遮るものである。シリコンゴム製あるいはプラスチック製の成形品のタイプとワックス処理した綿やグラスファイバ製の綿等の成形品でないものとに分けられ、後者はそのほとんどが使い捨てタイプである。日本産業規格（JIS T8161）では防音耳栓について低音域まで遮音する1種（EP-1）と高音域のみ遮音する2種（EP-2）に分けている。
耳の穴に直接挿入するものの場合は事前に装着しても違和感を覚えないか、異常が発生しないか、異物が付着していないかなどを確認する必要性がある。

### 防音耳覆い

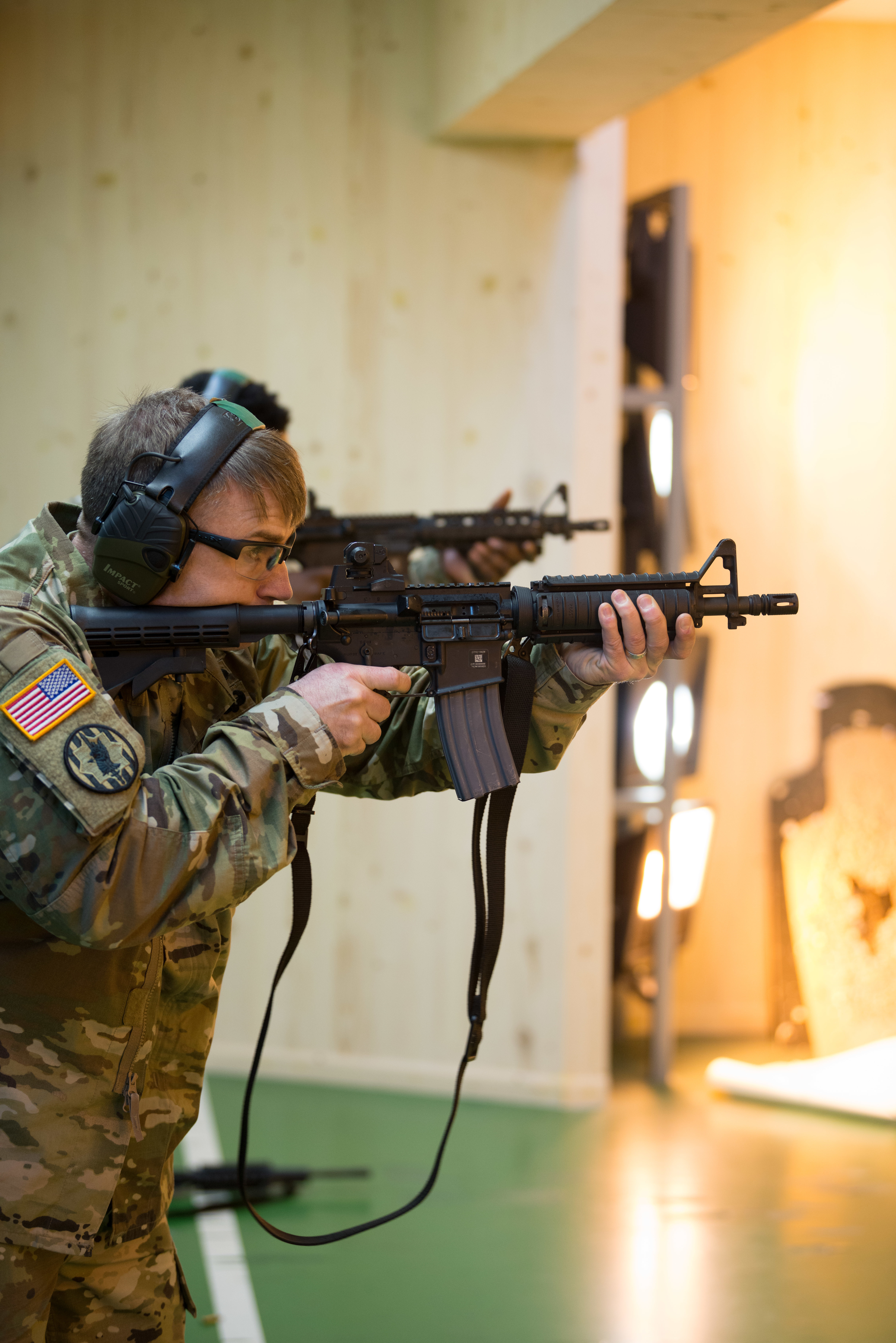
イヤーマフを着用している米軍の兵士

防音耳覆いは耳介すなわち外耳全体をすっぽりと覆って音の侵入を遮るもの。ヘッドバンドやサスペンションで両側から側頭部に押し付けて装着する。ヘッドフォンのような形状でイヤーマフ、イヤープロテクターなどと呼ばれることもある。

## 原理別のタイプ

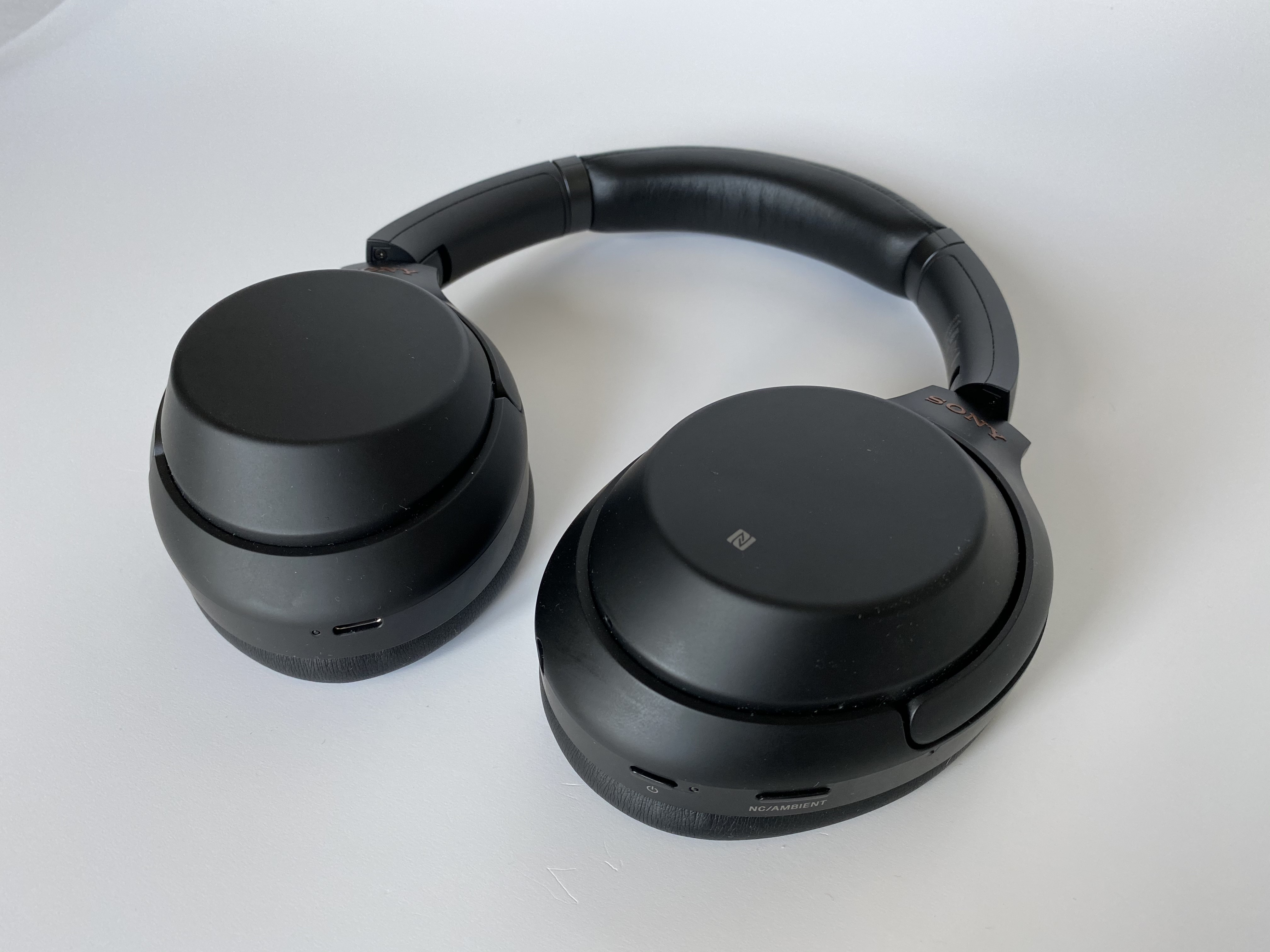
ノイズキャンセリングヘッドホン。耳栓ではないが、アクティブノイズキャンセリング機能を持つためイヤーマフのように用いられる

### パッシブ
音波を物理的に遮断するタイプ。その特性上、低音域の音波の遮断には限界がある。

### アクティブ
耳へ侵入する音波に対し、全く逆の位相を持つ音波を照射することにより打ち消すもの。アクティブノイズキャンセリング(ANC)と呼ばれる。
価格は高く、航空機整備、軍、シューティングなど高度の騒音が発生する場所で用いられる。

## 耳栓が使用されるシチュエーション

### 工事現場

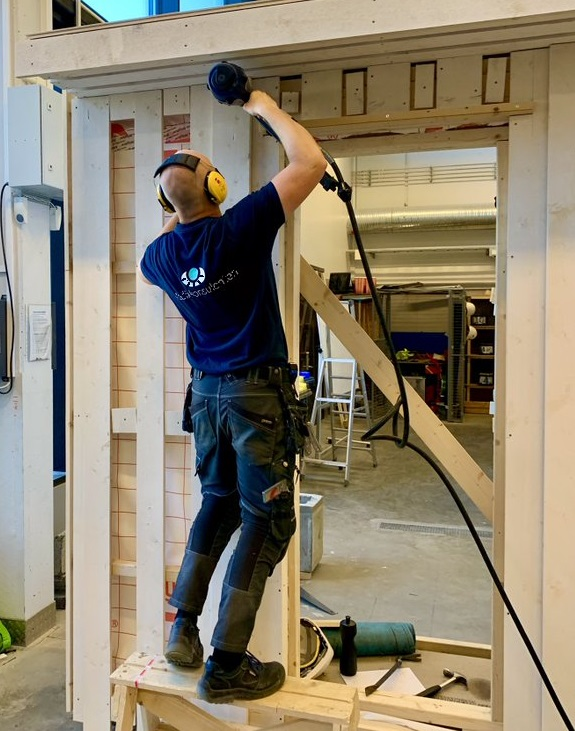
イヤーマフをつけている電動工具の作業員

切削工事などの音量が激しい工具を使う場合、労働者の聴覚保護のために着用される。

### モータースポーツ

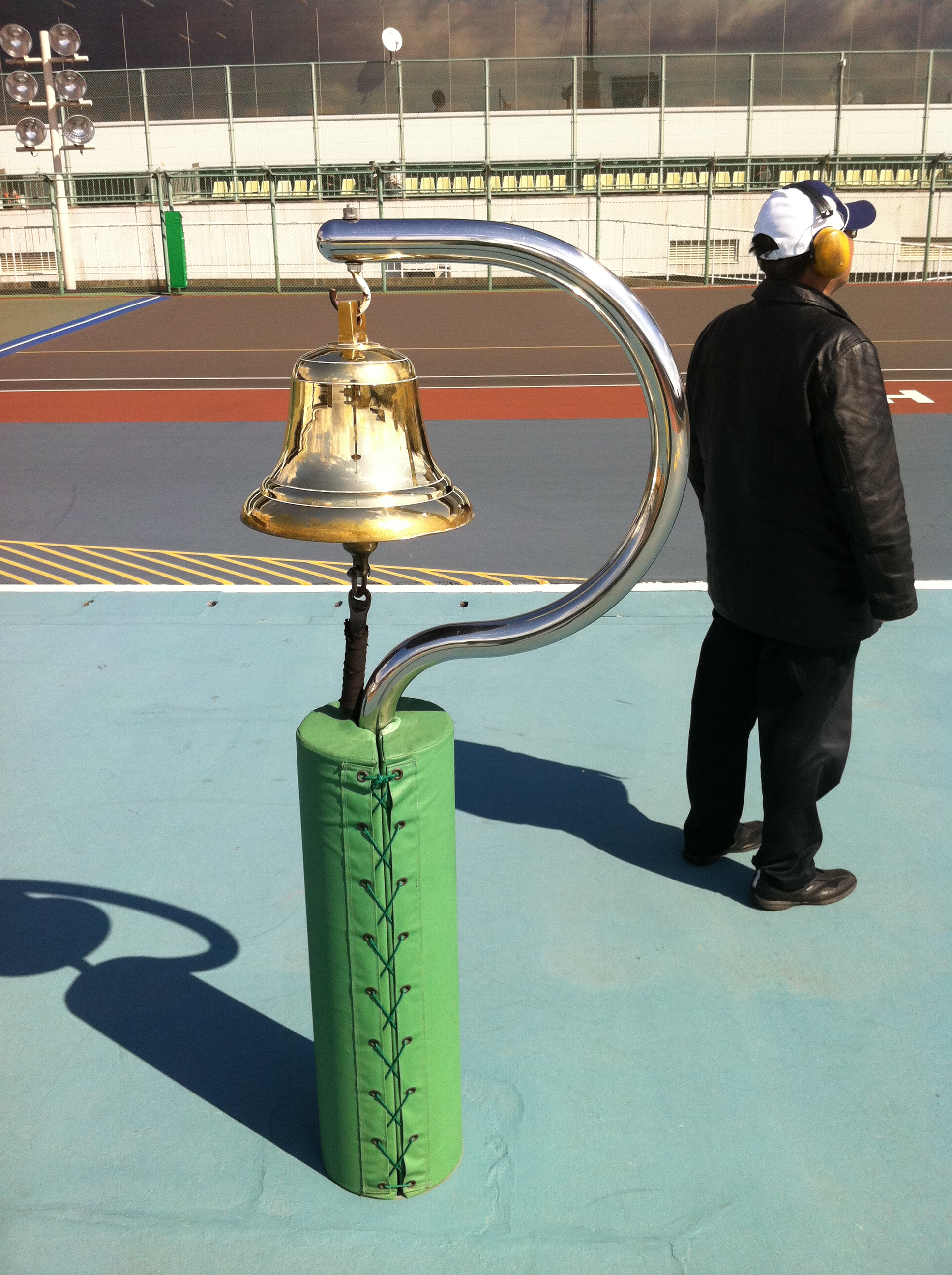
イヤーマフを装着する競輪の打鐘係員

レース用の車両は大出力を絞り出すが公道のような騒音規制を受けない。そのためマシンの至近距離では極めてけたたましいエンジン音にさらされる。ピットスタッフは作業時には通常耳栓（ヘッドセット）を着用する。

### アーティスティックスイミング
アーティスティックスイミングでは、耳からの水の浸入を防止する為にノーズクリップ等と同様に使用する。

### 射撃
銃の発砲音も繰り返されると聴覚へ悪影響を与える。特に音のこもりやすい室内のシューティングレンジでは、ヘッドフォン型のイヤープロテクターの着用が義務付けられる場合が多い。

### ライブ
ライブ参加者は非常に大きな音により騒音性難聴をきたすものが多いことが知られる。これに対し、音質を維持しながら過度な音量のみを遮断して、ライブ公演の音を聴きやすくする専用の耳栓を用いる場合もある。
サカナクションなどはライブ中の耳栓着用を啓発している
。

### 聴覚過敏
イヤーマフやノイズキャンセリングヘッドホンを使用し、耳への刺激を遮断するのにも用いられる。

### 航空機内
長時間のフライトなどで機内で就寝する場合、耳栓が用いられる事が多い。機内サービスで耳栓が配布される航空会社もある。

### 航空機整備
航空機は騒音源の中でも最大の部類に属し、整備のために誘導する労働者は必ず防音具を装着することが各国で義務付けられている。

### ギャラリー

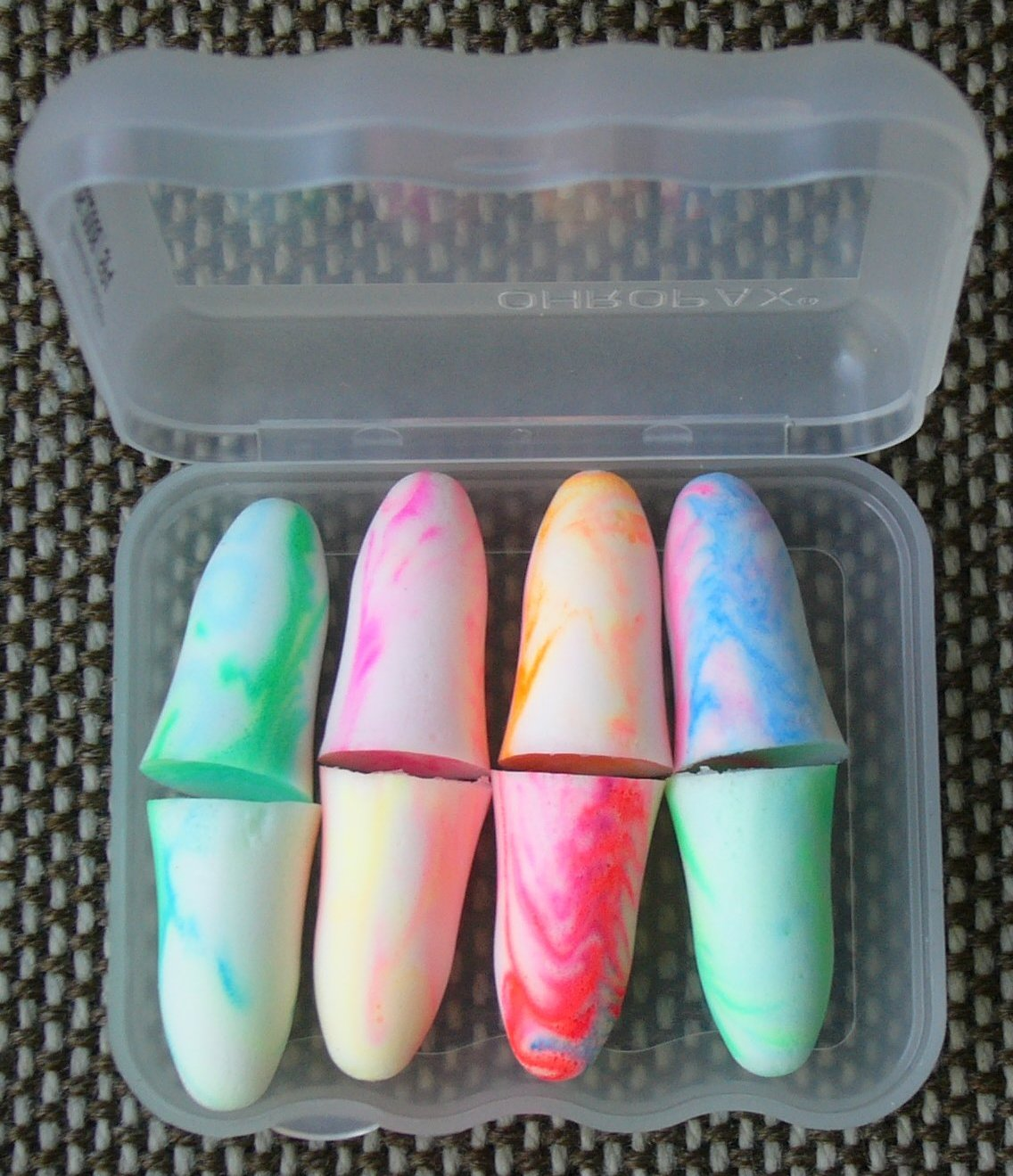
ケースに入ったプラグ型の耳栓
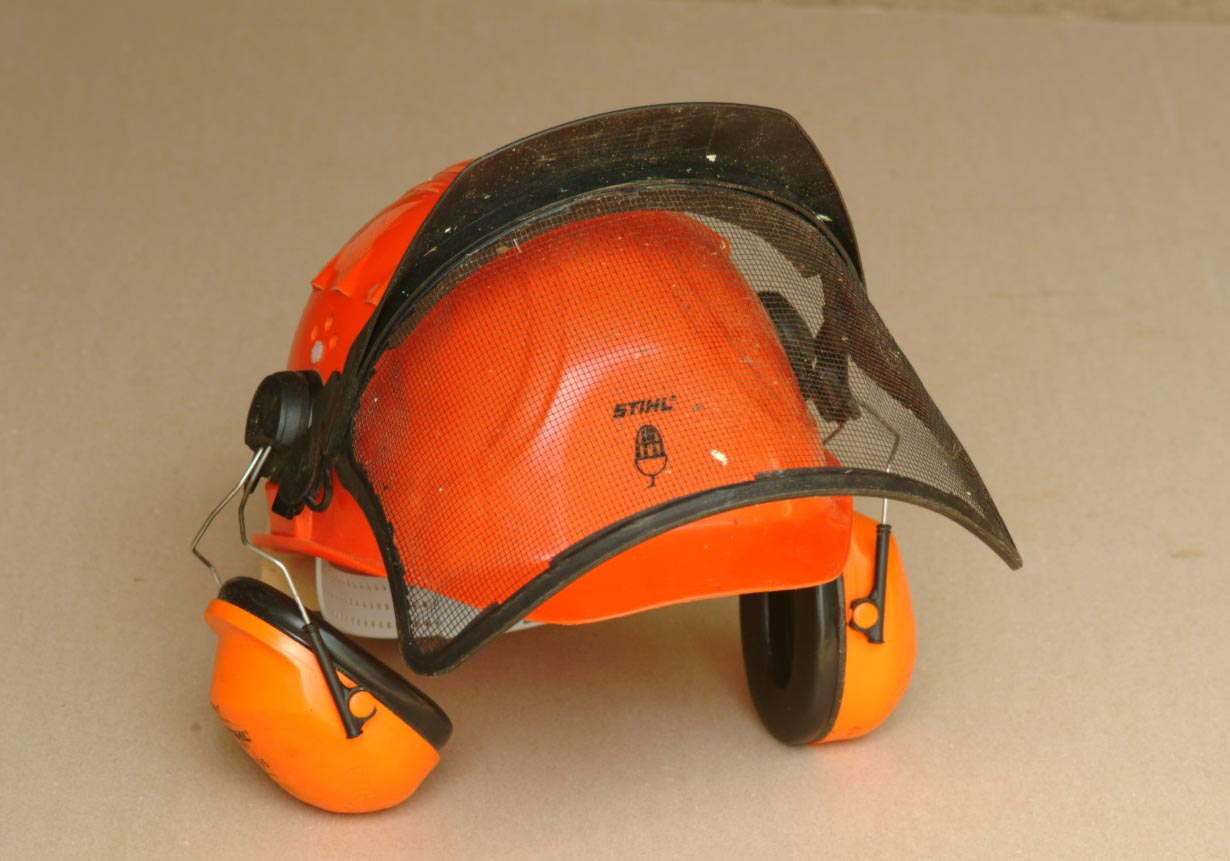
ヘルメット、マスクと一体化した耳栓
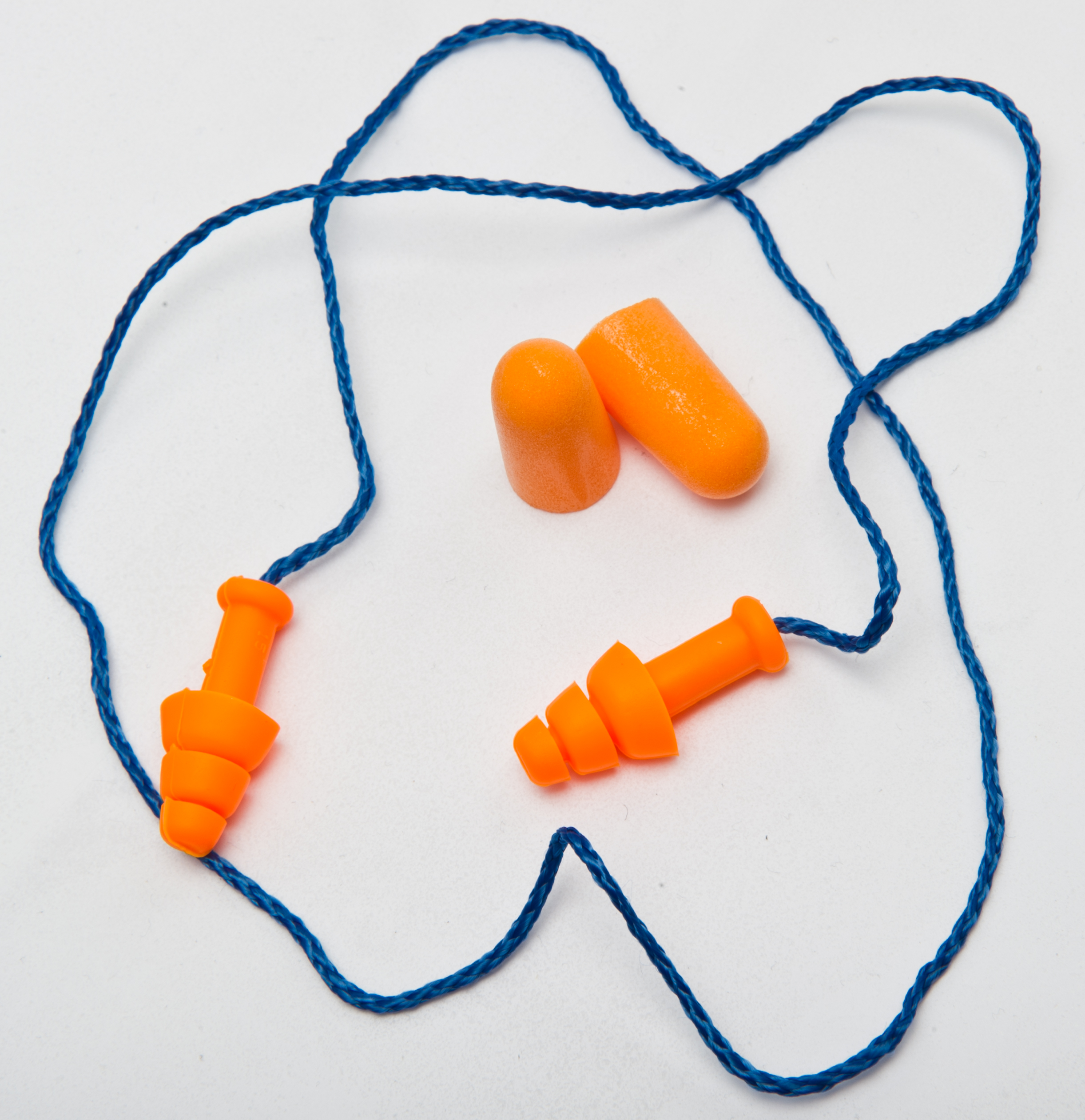
バンドタイプの耳栓
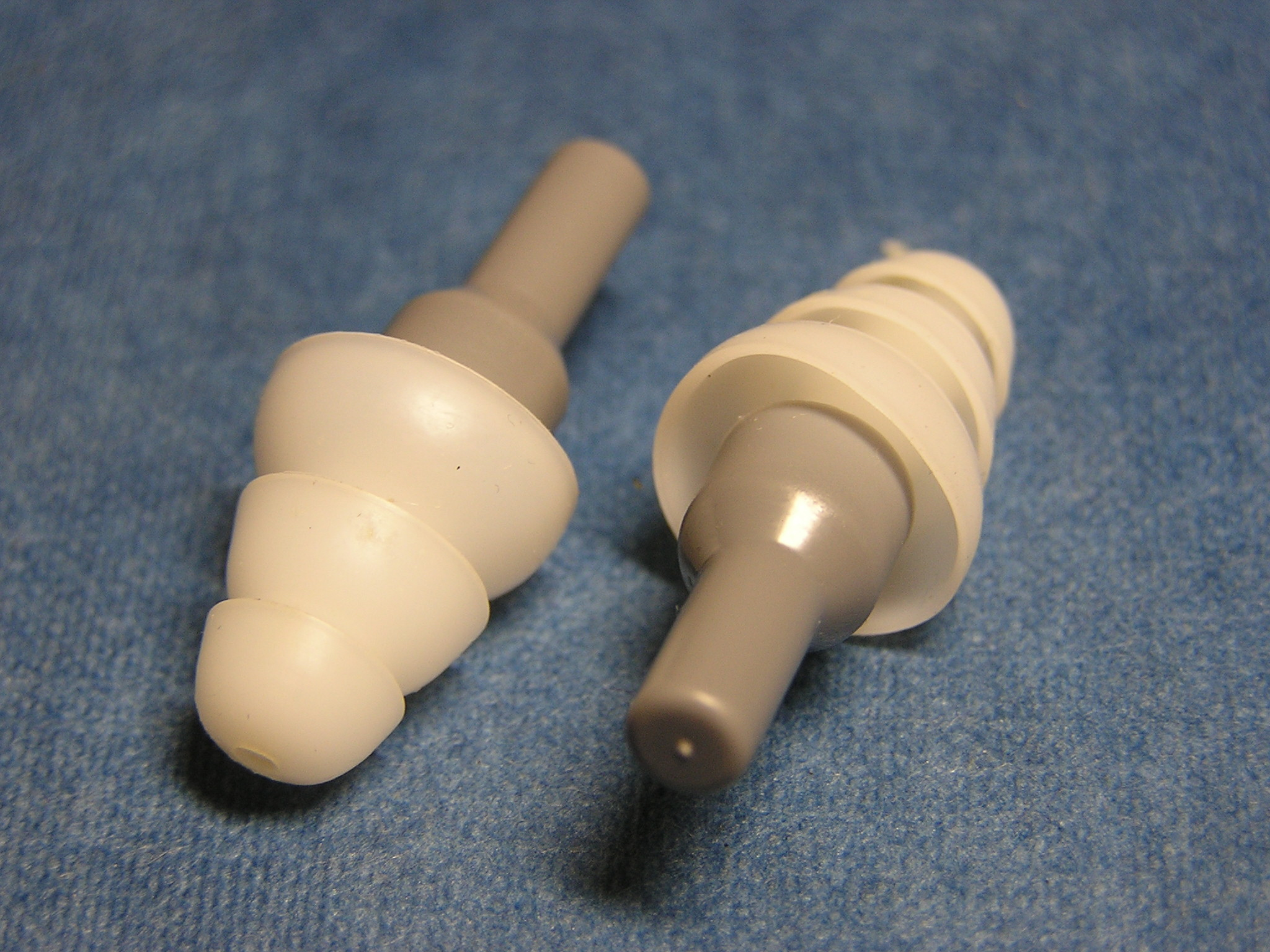
フランジ型の耳栓
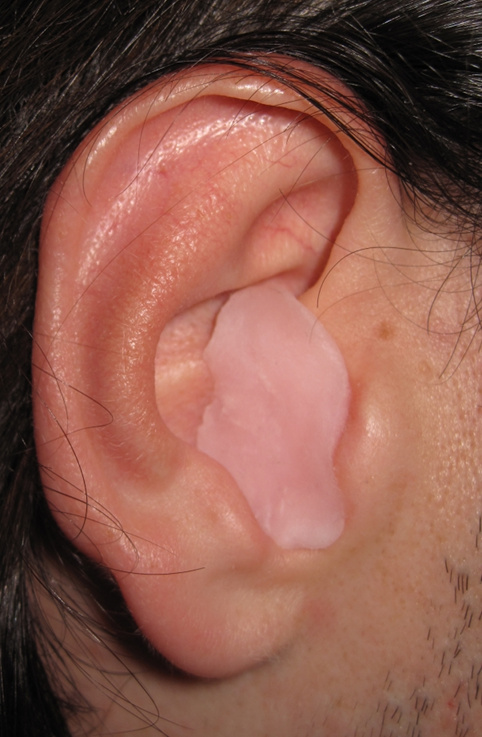
ワックス(蝋)の耳栓
イヤーマフラー。防寒用途が主だが、ある程度の遮音効果もある